# Монро, Джордж
Подполковник Джордж Монро (иногда пишется Мунро) (англ. George Monro, примерно 1700 год, Клонфин, графство Лонгфорд, Ирландия — 3 ноября 1757 года, Олбани, провинция Нью-Йорк) — солдат шотландско-ирландского происхождения. Его, как офицера британской армии, лучше всего запомнили за его решительную, но в конечном итоге безуспешную оборону форта Уильяма Генри в 1757 году во время Семилетней (Франко — индейской) войны. Эти события, в частности сдача форта и последующая резня невооруженного британского гарнизона, устроенная индейцами — союзниками Франции, хорошо описаны в историческом романе американского писателя Джеймса Фенимора Купера «Последний из могикан».

## Биография
Джордж Монро родился в Клонфине, графство Лонгфорд, Ирландия примерно в 1700 году. Он был младшим сыном шотландского офицера Джорджа Монро, который прославился своей победой в битве при Данкельде в 1689 году.
В 1718 году Монро присоединился к 35-му Пехотному полку в звании лейтенанта. К 1750 году ему было присвоено звание подполковника.

### Семилетняя Война
В 1757 году Монро был назначен комендантом форта Уильям-Генри, гарнизон которого составлял 1500 военнослужащих. Затем произошли события, вошедшие в историю, как осада форта Уильям-Генри. Осаждающие французские войска и их индейские союзники (в общей сложности около 8000 человек) под командованием маркиза де Монкальма имели значительное численное превосходство над гарнизонам форта. Фактически отрезанный от основных сил британской армии под командованием генерала Уэбба, небольшой британский гарнизон не имел никаких шансов. Монро был вынужден начать переговоры с Монкальмом 9 августа 1757 года.
Благодаря решительной и упорной обороне, подполковник Монро получил щедрые условия капитуляции, которые позволяли сохранить гарнизону оружие и знамёна, а также предоставляли безопасный переход в форт Эдуард (где располагались основные силы британской армии), находившийся примерно в семнадцати милях от форта Уильям-Генри. Однако, несмотря на приказ Монкальма, стоило только гарнизону во главе с подполковником начать переход, как индейцы-союзники французов устроили беспощадную резню, оставив погибшими более 185 британцев. Монро пережил резню, но умер спустя 3 месяца в Олбани, провинция Нью-Йорк.

## В популярной культуре
Подполковник Монро изображен в историческом романе Джеймса Фенимора Купера «Последний из могикан» и его экранизациях, как мужественный офицер и любящий отец двух дочерей — Коры и Алисы.
Монро также изображен в компьютерной игре Assassin's Creed Rogue, наряду со своей исторической ролью, как благородный человек, стремящийся помочь жителям Нью-Йорка.